# Cayo Caninio Rébilo (cónsul 37)
Cayo o Gayo Caninio Rébilo  fue un político romano del siglo I que ocupó el consulado suffectus en el año 37.
Ha sido identificado con un Rébilo mencionado por Séneca, personaje de rango consular y de mal carácter, que envió como regalo una gran suma de dinero a Julio Grecino, quien se negó a aceptarlo por la naturaleza del donante. Tácito indica que acabó con su vida en el reinado de Nerón abriéndose las venas a avanzada edad y añade que nadie se esperaba tal desenlace dadas sus costumbres. No se menciona en los Fasti.